# Канопкайте, София Ивановна
София Ивановна Канопкайте(-Розгене) (лит. Sofija Kanopkaitė; 3 марта 1926 — 16 марта 2024) — литовский биохимик, член-корреспондент (1976—2000), академик (2000—2011) и почётный член (2011) АН Литвы.
Родилась в семье Брониславы Кучинскайте и Йонаса Канопки в деревне Алёнис Ширвинтского уезда. Там же в 1933—1936 годах училась в начальной школе, затем в Пабайскасе (4-5 классы), в Ширвинтской гимназии (1942—1943), в учительской семинарии Укмерге (1943—1944) и в гимназии С. Нерис в Вильнюсе (1944—1947).
В 1947—1952 годах студентка химического факультета Вильнюсского университета. Там же с 1951 по 1952 год работала лаборантом.
С 1952 года аспирантка В. А. Энгельгардта в Институте биохимии им. А. Баха Академии наук СССР. В 1955 году защитила кандидатскую диссертацию:
- Исследование некоторых свойств различных форм тиаминпирофосфата : диссертация … кандидата биологических наук : 03.00.00. — М., 1955. — 159 с.

Работала в лаборатории Института биохимии им. А. Баха до 1957 года. Затем вернулась в Вильнюс и поступила на должность старшего научного сотрудника в Институт биологии Литовской академии наук, который в 1959 году был преобразован в Институт ботаники АН ЛитССР. В 1963—1967 годах заведующая сектором биохимии микроорганизмов.
С 1967 по 1990 год в Институте биохимии АН Литвы с начала в той же должности, в 1980—1986 заведующая одноимённой лабораторией.
В 1968 году защитила докторскую диссертацию «Биосинтез и функции кобаламина». В 1974 году присвоено звание профессора.
В 1990—1993 годах работала в Институте иммунологии АН Литвы.
С 1976 года член-корреспондент, с 2000 года академик АН Литвы.
Сочинения:
- Кобаламины. — Вильнюс : Мокслас, 1978. — 144 с.
- Изучение функционирования клетки : [Сб. статей] / Ин-т биохимии АН ЛитССР; [Редкол.: С. И. Канопкайте (отв. ред.) и др.]. — Вильнюс : Ин-т биохимии, 1981. — 452 с.
- Метаболизм и его регуляция биологически активными веществами : [Сб. статей] / Ин-т биохимии АН ЛитССР ; [Редкол.: С. И. Канопкайте (отв. ред.) и др.]. — Вильнюс : Ин-т биохимии, 1979. — 477 с.
- Методы в биохимии : Материалы ко Второму съезду биохимиков ЛитССР, 30 окт. 1975 г. / [Ред. коллегия: … проф., д-р биол. наук С. И. Канопкайте (отв. ред.)]. — Вильнюс : Ин-т биохимии, 1975. — 462 с.